# Manoir des Rocques
Le manoir des Rocques dit aussi Maison Blanche est une demeure de la fin du XVe siècle qui se dresse sur le territoire de l'ancienne commune française de Villequier, dans le département de la Seine-Maritime, en région Normandie.
Le manoir, propriété privée, est partiellement protégé au titre des monuments historiques.

## Localisation
Le manoir des Rocques, dominant la Seine, est situé près de la route de Caudebec, à la sortie de Villequier, au sein de la commune nouvelle de Rives-en-Seine, dans le département français de la Seine-Maritime.

## Historique
Le manoir est construit à la fin du XVe siècle par la famille Busquet, armateurs locaux, qui probablement le remanière vers 1535 dans un style Renaissance.
En 1650, Guillaume Le Vasseur, seigneur de Beauplan, ingénieur pour le roi, acquiert la seigneurie des Rocques. En 1763, la Famille Asselin de Villequier, dont le château avait été détruit par un incendie, s'installe dans le manoir.
Au cours du XIXe siècle il a été entre les mains de plusieurs propriétaires, dont le peintre havrais Georges Binet. En 1979, la demeure est acquise par M. J.-P. Godin qui s'employa à sa restauration avec l'aide des monuments historiques.

## Protection
Au titre des monuments historiques :
- les façades et toitures du manoir ; la cheminée monumentale de la cuisine au rez-de-chaussée ainsi que les trois cheminées sous les combles et l'escalier à vis sont classés par arrêté du 14 novembre 1983 ;
- les façades et toitures des deux communs, à l'exception des adjonctions modernes et le mur de clôture sont inscrits par arrêté du 14 novembre 1983.

## pour approfondir